# بطولة اتحاد الرجبي الفرنسية 1928–29
بطولة اتحاد الرجبي الفرنسية 1928–29 (بالفرنسية: Championnat de France de rugby à XV 1928-1929)‏ هو الموسم 33 من 1. deild karla (football) ‏. أشرف على تنظيمه اتحاد الرغبي الفرنسي ‏، وفاز فيه US Quillan ‏.